# Ruby (albumul lui JENNIE)
Ruby este albumul de studio solo de debut al cântăreței și rapperului sud-coreean JENNIE. Lansat pe 7 martie 2025 de ODDATELIER și Columbia Records, albumul marchează prima lansare solo al lui JENNIE, după ce a plecat de la YG Entertainment în 2023. JENNIE a scris și a co-produs Ruby cu o serie de colaboratori, printre care El Guincho, Diplo și Mike Will Made It. Format din cincisprezece piese, albumul include colaborări cu Childish Gambino, Doechii, Dominic Fike, FKJ, Dua Lipa și Kali Uchis. Explorând genuri precum pop, hip-hop și R&B, subiectul albumului se bazează pe relațiile, influența și succesul lui JENNIE.
Ruby a primit recenzii în general favorabile de la critici, laudele fiind aduse la versatilitatea, performanța și viabilitatea lui JENNIE ca artist solo, precum și coeziunea și natura experimentală a albumului. La lansare, albumul s-a vândut în peste un milion de copii în întreaga lume și a debutat în primele zece din peste 19 țări, inclusiv Australia, Franța, Germania, Țările de Jos, Noua Zeelandă, Coreea de Sud și Statele Unite. Ruby a vândut peste 660.000 de copii în prima sa săptămână în Coreea de Sud, ceea ce a marcat cele mai mari vânzări de albume în prima săptămână pentru o artistă solo K-pop în 2025. De asemenea, a debutat pe locul trei în UK Albums Chart, devenind albumul cu cel mai bine clasat al unei soliste K-pop și la egalitate cu cel mai bine clasat album de către un artist solo K-pop.
Albumul a fost susținut de cinci single-uri: „Mantra”, „Love Hangover”, „ExtraL”, „like JENNIE” și „Handlebars”. 
„Mantra” și „like JENNIE” au ajuns în primele cinci ale Billboard Global 200 și ale Circle Digital Chart din Coreea de Sud și au ocupat primele poziții în mai multe țări, în timp ce toate single-urile au atins vârful în top 30 din Global 200 și au intrat în Billboard Hot 100 din SUA. Pentru promovarea discului, JENNIE s-a angajat în Ruby Experience, o serie de cinci spectacole intime în patru orașe, care începe pe 6 martie și a susținut la Festivalul de muzică și arte din Coachella Valley.